# Guy Jonson
Stanley Guy Jonson (* 5. November 1913 in Finchley; † 10. März 2009) war ein englischer Pianist und Musikpädagoge.
Jonson hatte als Kind Klavierunterricht bei Betty Humby, der zweiten Frau des Dirigenten Thomas Beecham. Im Alter von 14 Jahren setzte er seine Ausbildung an der Klavierschule von Tobias Matthay fort. 1930 gewann er ein Ada-Lewis-Stipendium für die Royal Academy of Music, setzte jedoch daneben seine Ausbildung bei Matthay fort.
1936 debütierte er als Pianist in der Wigmore Hall, zur gleichen Zeit spielte er Livekonzerte für die Überseeprogramme der BBC. 1939 wurde er jüngster Professor an der Royal Academy, wurde aber bald zum Kriegsdienst eingezogen. Wegen eines rheumatischen Herzleidens wurde er zum Army Educational Corps versetzt, von wo aus er die Möglichkeit hatte, Konzerte mit dem Southern Symphony Orchestra in Southampton zu dirigieren.
1946 kehrte er zur Royal Academy zurück. Zu seinen Schülern zählten u. a. die Pianisten Dimitris Sgouros, Matrin Jones und Philip Smith sowie die Komponisten Iain Hamilton und Sir John Tavener. Als Konzertpianist trat Jonson in ganz Europa, Südafrika, Süd- und Mittelamerika auf. 1954, 1960 und 1963 unternahm er jeweils zehnwöchige Konzerttourneen durch Kanada. 1995 gab er in der Wigmore Hall sein Abschiedskonzert. 1998 spielte er das Album Echoes from a Golden Era mit Werken von Joseph Haydn, Frédéric Chopin, Claude Debussy, Isaac Albéniz und anderen ein.